# Би, не бойся!
Би, не бойся! (вьет. Bi, đừng sợ!) — драматический фильм 2010 года режиссёра Фанг Данг Зи, совместного производства Вьетнама, Германии и Франции.

## Сюжет
Би — шестилетний мальчик, живущий со своими родителями и тётей в Ханое. Отношения родителей переживают не лучшие времена. Глава семьи пьёт, время предпочитает проводить у знакомой массажистки, дома избегает общения с вернувшимся из-границы тяжело больным отцом. Тётя занята своей личной жизнью. Би предоставлен самому себе, дома он может рассчитывать только на общение с дедом. Мальчик проводит своё время в прогулках по полям и пустырям, а также на заводе по производству льда, где он ищет себе друзей среди рабочих.

## В ролях
| Актёр               | Роль         |
| ------------------- | ------------ |
| Фан Тхань Минь      | Би           |
| Нгуен Тхи Кьеу Чинь | мать         |
| Нгуен Ха Фонг       | отец         |
| Хоа Тхюи            | тётя         |
| Чан Тьен            | дед          |
| Май Тяу             | домработница |

## Награды
- Каннский кинофестиваль 2010: «SACD Prize» и «ACID / CCAS Support Award» Недели критики[1].
- Международный вьетнамский кинофестиваль 2011: «Бронзовый барабан» в номинации «за лучший полнометражный фильм»[2].